# Leiocephalus melanochlorus
Leiocephalus melanochlorus är en ödleart som beskrevs av  Cope 1863. Leiocephalus melanochlorus ingår i släktet rullsvansleguaner, och familjen Tropiduridae. IUCN kategoriserar arten globalt som nära hotad.
Arten förekommer i Haiti. Den lever i låglandet och i bergstrakter upp till 1650 meter över havet. Leiocephalus melanochlorus besöker stränder, öppna skogar, områden nära mangrove och kulturlandskap.

## Underarter
Arten delas in i följande underarter:
- L. m. melanochlorus
- L. m. hysistus